# Cerco de Caxias
O Cerco de Caxias foi um cerco durante a Guerra da Independência do Brasil, em que o Exército Brasileiro sob o comando de José Pereira Filgueiras tentou capturar a cidade de Caxias, no Maranhão, que era defendida pelo Exército Português de João José da Cunha Fidié. O cerco decorreu entre 23 de maio de 1823 até 31 de julho de 1823, quando os portugueses se renderam aos brasileiros após as batalhas que ocorreram entre 17 de julho a 19 de julho. O evento marcou o início do colapso das forças portuguesas no Maranhão e também o poder e força de vontade dos brasileiros